# Asociación de Sordos de Chile
La Asociación de Sordos de Chile fue fundada el 24 de octubre de 1926, sin embargo, existen antecedentes históricos que demuestran que ya existía en el año 1913.[cita requerida] La formación de esta asociación se debe al interés de un grupo de quince amigos que se reunían en la década de 1900 en la Plaza de Armas de Santiago, siendo su primer nombre Sociedad de Sordomudos de Chile (1913). Pasó a llamarse Asociación de Sordomudos de Chile cuando se constituyó oficialmente en 1926. En la actualidad se llama Asociación de Sordos de Chile (ASOCH) y cuenta con la personería jurídica núm. 576 Decreto Supremo del 12 de febrero de 1935.

## Organización
La Asociación de Sordos de Chile es una entidad sin fines de lucro, sin subsidios ni ayuda estatal de ninguna especie. Se autofinancia con cuotas sociales, eventos y arriendo de algunas de sus dependencias. La ASOCH está afiliada a la Federación Mundial de Sordos y participó en el Congreso Mundial de Personas Sordas celebrado en Madrid, España, en julio de 2007 y en Durban, Sudáfrica, en julio de 2011.

## ASOCH tiene relacionado con los departamentos
- Departamento de Adulto Mayor
- Departamento de Deportes
- Departamento Cultura y Educación
- Departamento de Juventud
- Departamento de Proyecto y Derecho Humanos
- Departamento de Comunicaciones